# Stéphane Lambiel

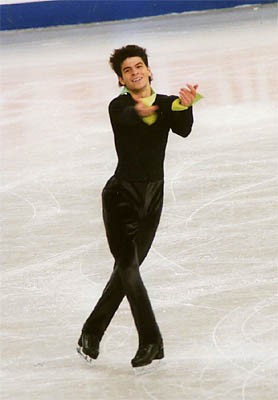
Stéphane Lambiel

Stéphane Lambiel (Martigny, 2 april 1985) is een voormalig Zwitserse kunstrijder. Hij heeft een Zwitserse vader en een Portugese moeder.
Op 16 oktober 2008 kondigde hij zijn afscheid aan de topsport aan, maar hij maakte zijn comeback in 2009. Op 9 maart 2010 is hij opnieuw gestopt.
Lambiel is actief als individuele kunstschaatsster en traint sinds 1995 bij Peter Grütter met een onderbreking in 2004 (hij trainde toen bij Cédric Monod) en in 2008 (bij Viktor Petrenko en Galina Zmievskaya). Zijn choreografe is Salomé Brunner.
Op 17 maart 2005 werd Lambiel wereldkampioen, 58 jaar nadat Hans Gerschwiler in 1947 de eerste Zwitserse wereldkampioen bij de mannen werd. Het was de derde medaille voor Zwitserland bij de vier wereldkampioenschappen in het kunstschaatsen, in 1954 werd het paar Silvia Grandjean / Michel Grandjean tweede. Op het WK van 2006 prolongeerde hij in Calgary zijn wereldtitel.
Hij nam driemaal deel aan de Olympische Spelen, op de Spelen van 2002 werd hij 15e, op de Spelen van 2006 won hij de zilveren medaille en vier jaar later eindigde hij op de vierde plaats.
Hij werd onafgebroken Zwitsers kampioen bij de senioren van 2001 tot en met 2008 en in 2010 won hij zijn negende nationale titel.

## Persoonlijke records
| records             | punten | datum      | toernooi |
| ------------------- | ------ | ---------- | -------- |
| Hoogste totaalscore | 246.72 | 18-02-2008 | OS 2010  |
| Hoogste korte kür   | 84.63  | 16-02-2010 | OS 2010  |
| Hoogste lange kür   | 162.09 | 18-02-2008 | OS 2010  |

## Belangrijke resultaten
| Kampioenschap           | 1998 | 1999 | 2000 | 2001 | 2002 | 2003 | 2004 | 2005 | 2006   | 2007  | 2008   | 2009 | 2010   |
| ----------------------- | ---- | ---- | ---- | ---- | ---- | ---- | ---- | ---- | ------ | ----- | ------ | ---- | ------ |
| Olympische Spelen       |      |      |      |      | 15e  |      |      |      | Zilver |       |        |      | 4e     |
| Wereldkampioenschap     |      |      |      |      | 18e  | 10e  | 4e   | Goud | Goud   | Brons | 5e     |      |        |
| Europees Kampioenschap  |      |      |      | 9e   | 4e   | 5e   | 6e   | 4e   | Zilver | tzt * | Zilver |      | Zilver |
| Nationaal Kampioenschap |      |      |      | Goud | Goud | Goud | Goud | Goud | Goud   | Goud  | Goud   |      | Goud   |
| WK Junioren             |      |      | 10e  | 5e   |      |      |      |      |        |       |        |      |        |
| NK Junioren             | Goud | Goud |      |      |      |      |      |      |        |       |        |      |        |

* tzt = trok zich terug
- Gemeinsame Normdatei: 13026119X
- International Standard Name Identifier: 0000 0000 2060 737X
- Bibliotheek van het Japanse parlement: 01239069
- Virtual International Authority File: 20785763
- WorldCat: E39PBJyWXYF6YcrtFqbYv6fjG3